# Konngrynnorna
Konngrynnorna är en ö i Finland. Den ligger i Bottenhavet och i kommunen Närpes i den ekonomiska regionen  Sydösterbotten i landskapet Österbotten, i den västra delen av landet. Ön ligger omkring 63 kilometer söder om Vasa och omkring 330 kilometer nordväst om Helsingfors.
Öns area är 1,6 hektar och dess största längd är 190 meter i sydöst-nordvästlig riktning.